# Clarence Seay
Clarence Seay (*  7. Januar 1957 in Washington, D.C.) ist ein US-amerikanischer Jazz-Bassist und Komponist.

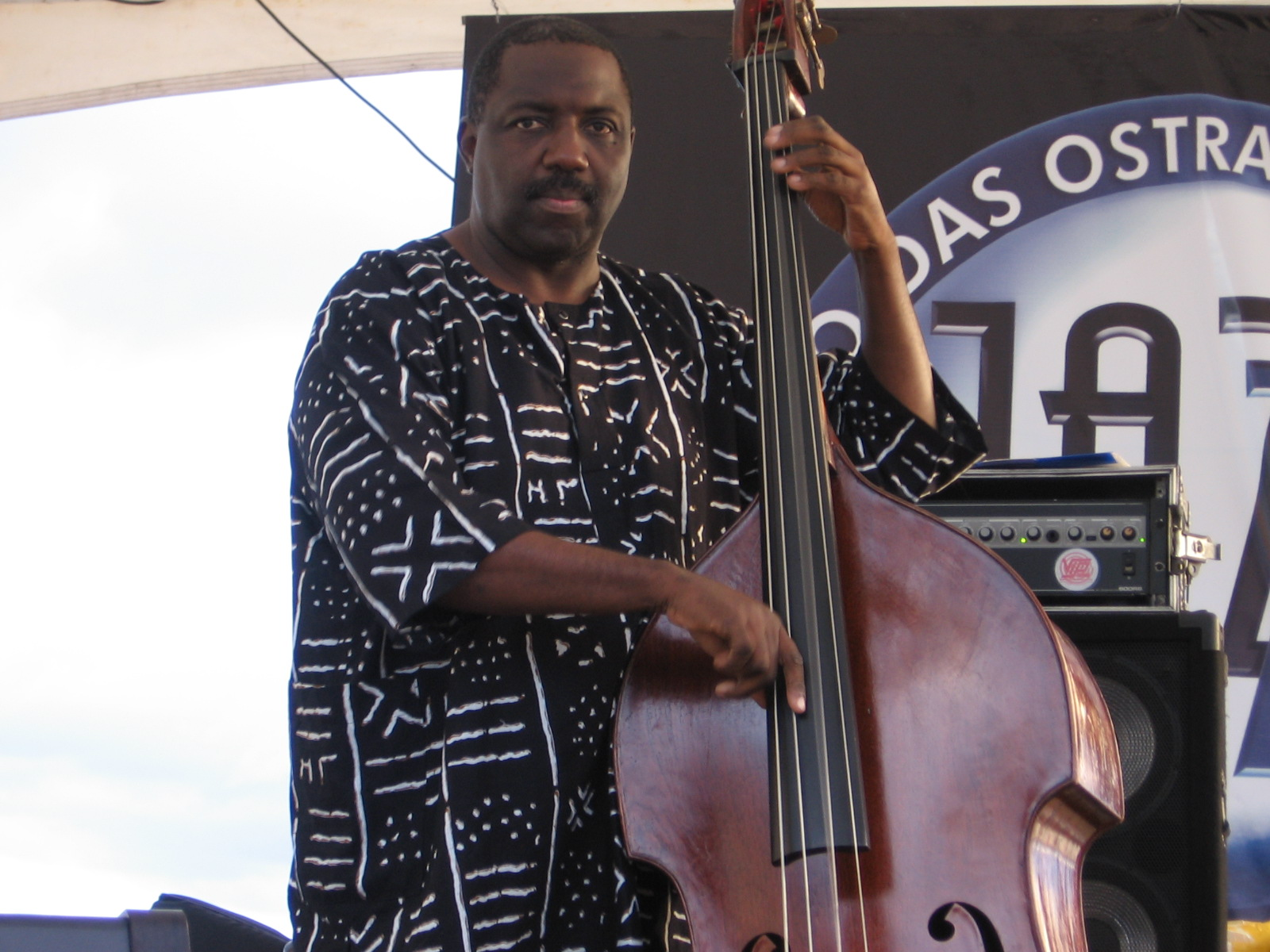
Clarence Seay (2006)

## Leben und Wirken
Seay besuchte die Duke Ellington School of Arts in Washington D. C. und studierte danach Anfang der 1980er Jahre an der Howard University. Kommilitonen waren Wallace Roney, Gregory Charles Royal und Geri Allen. Er war zehn Jahre lang Adjunct Professor an der Virginia Commonwealth University in Richmond (Virginia).
Seay spielte 15 Jahre im Quintett von Wallace Roney und außerdem unter anderem mit Art Blakey and the Jazz Messengers, Wynton Marsalis, Billy Harper, im Quintett von Chico Freeman (mit dem er 1983 auch in Europa und Deutschland tourte, mit Wallace Roney), Lou Donaldson (1986 auf Europa-Tour) und dem Smithsonian Jazz Works Orchestra.
Er nahm mit dem Wallace Roney Quintett, Billy Harper, Cindy Blackman, Piotr Wojtasik, Wynton Marsalis und Gregory Charles Royal (Dream Come True, mit Geri Allen) auf.